# Un plan d'enfer
Pour le film de Gene Quintano, voir Why me? Un plan d'enfer.
Pour plus de détails, voir Fiche technique et Distribution.
Un plan d'enfer (The Maiden Heist) ou Le vol de la Maiden Heist au Québec est un film américain réalisé par Peter Hewitt, sorti en 2009.

## Synopsis
Trois vieux gardiens d'un musée de Boston conçoivent un plan afin de voler les œuvres d'art auxquelles ils se sont attachés, alors qu'elles vont être transférées dans un musée Danois.

## Fiche technique

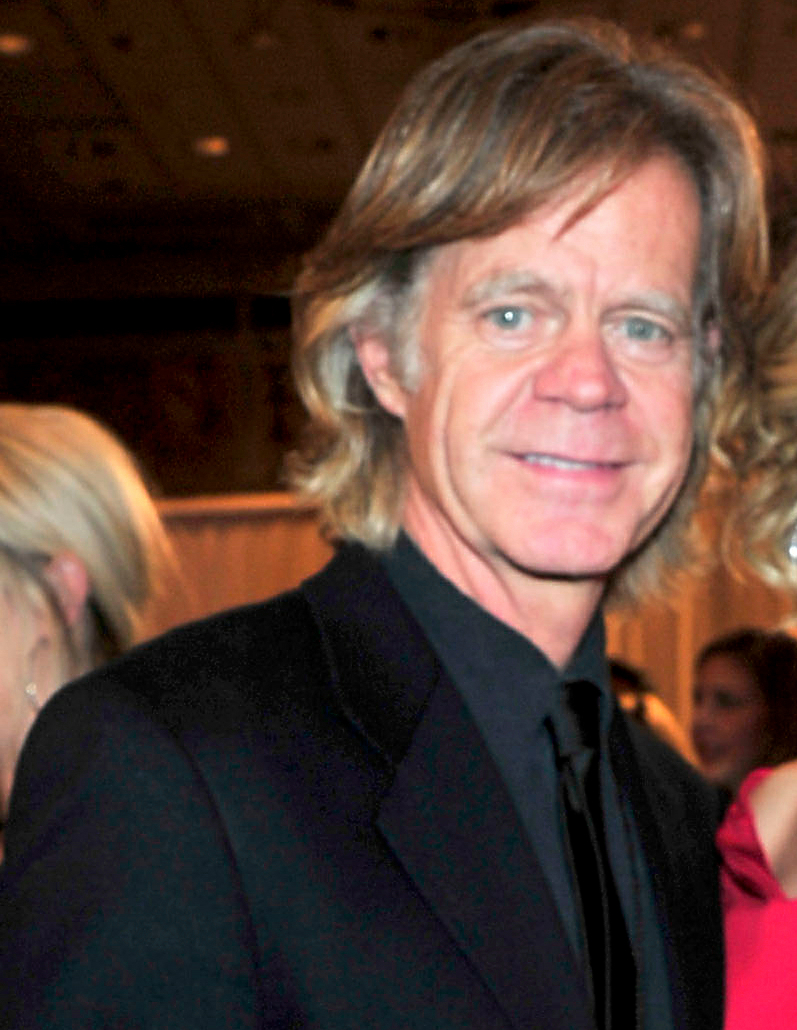
William H. Macy, producteur et acteur

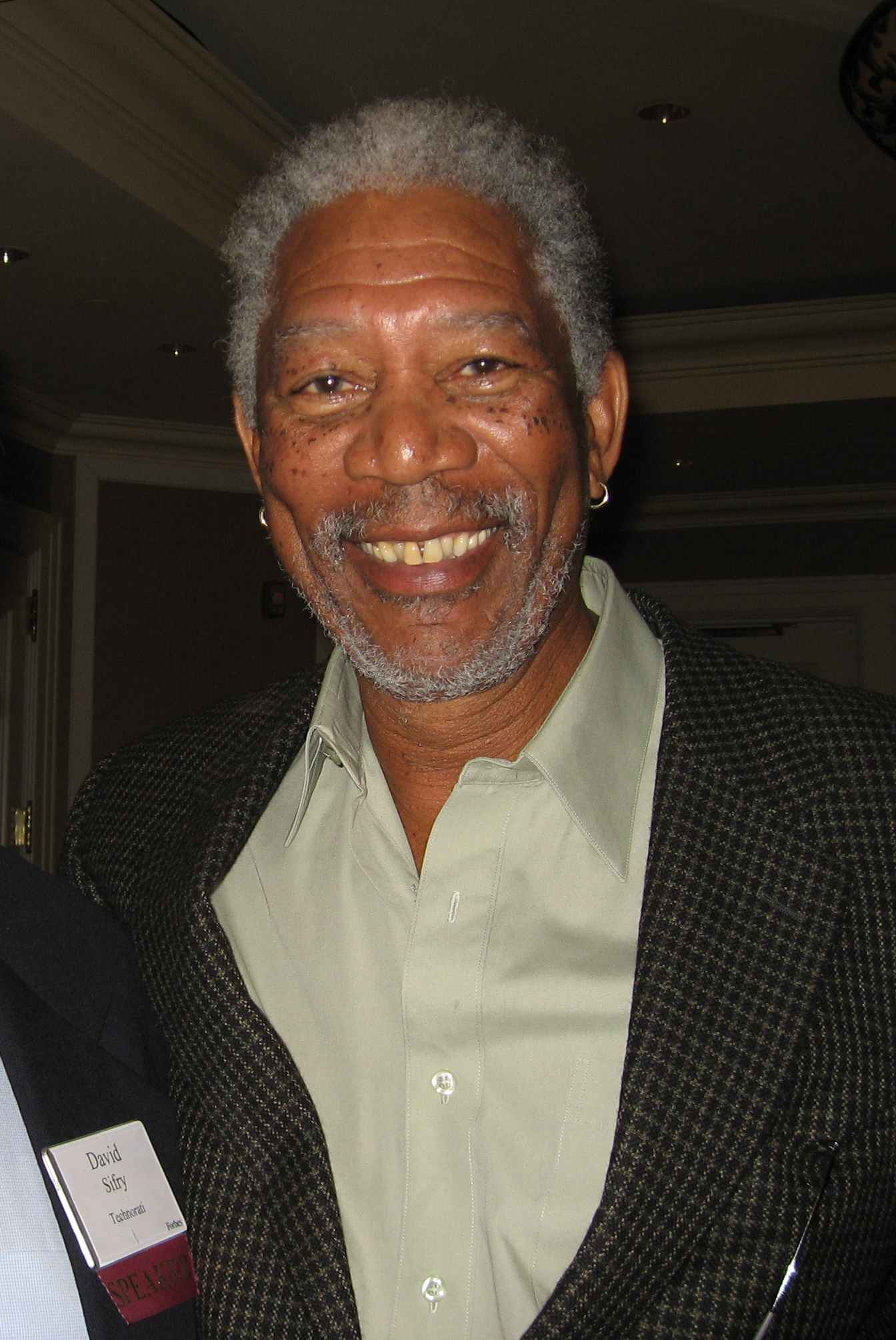
Morgan Freeman, producteur et acteur

Source principale de la fiche technique :
- Titre original : The Maiden Heist
- Titre français : Un plan d'enfer
- Titre québécois : Le vol de la Maiden Heist
- Réalisation : Peter Hewitt
- Scénario : Michael LeSieur
- Direction artistique : Gershon Ginsburg
- Musique : Rupert Gregson-Williams
- Décors : Chris Roope
- Costumes : Ha Nguyen
- Photographie : Ueli Steiger (en)
- Montage : Carole Kravetz
- Production : Morgan Freeman, William H. Macy, Lori McCreary, Rob Paris et Bob Yari
  - Coproduction : Kim H. Winther
  - Production déléguée : David Glasser
  - Production exécutive : Jonathan McCoy
- Sociétés de production : Dog Pond Productions, Paris Film, Revelations Entertainment et Yari Film Group
- Sociétés de distribution :
  - États-Unis : Sony Pictures Home Entertainment (DVD)
  - Canada : Entertainment One
- Budget : 20 millions de $US[2].
- Pays de production :  États-Unis
- Format : couleur — 2,35:1 — Format 35 mm — son Dolby Digital et DTS
- Genre : comédie
- Durée : 90 minutes
- Dates de sortie :
  - Royaume-Uni : 25 juin 2009 (Festival international du film d'Édimbourg)
  - États-Unis : 27 octobre 2009 (DVD)
  - France : 17 novembre 2014 (DVD)

## Distribution

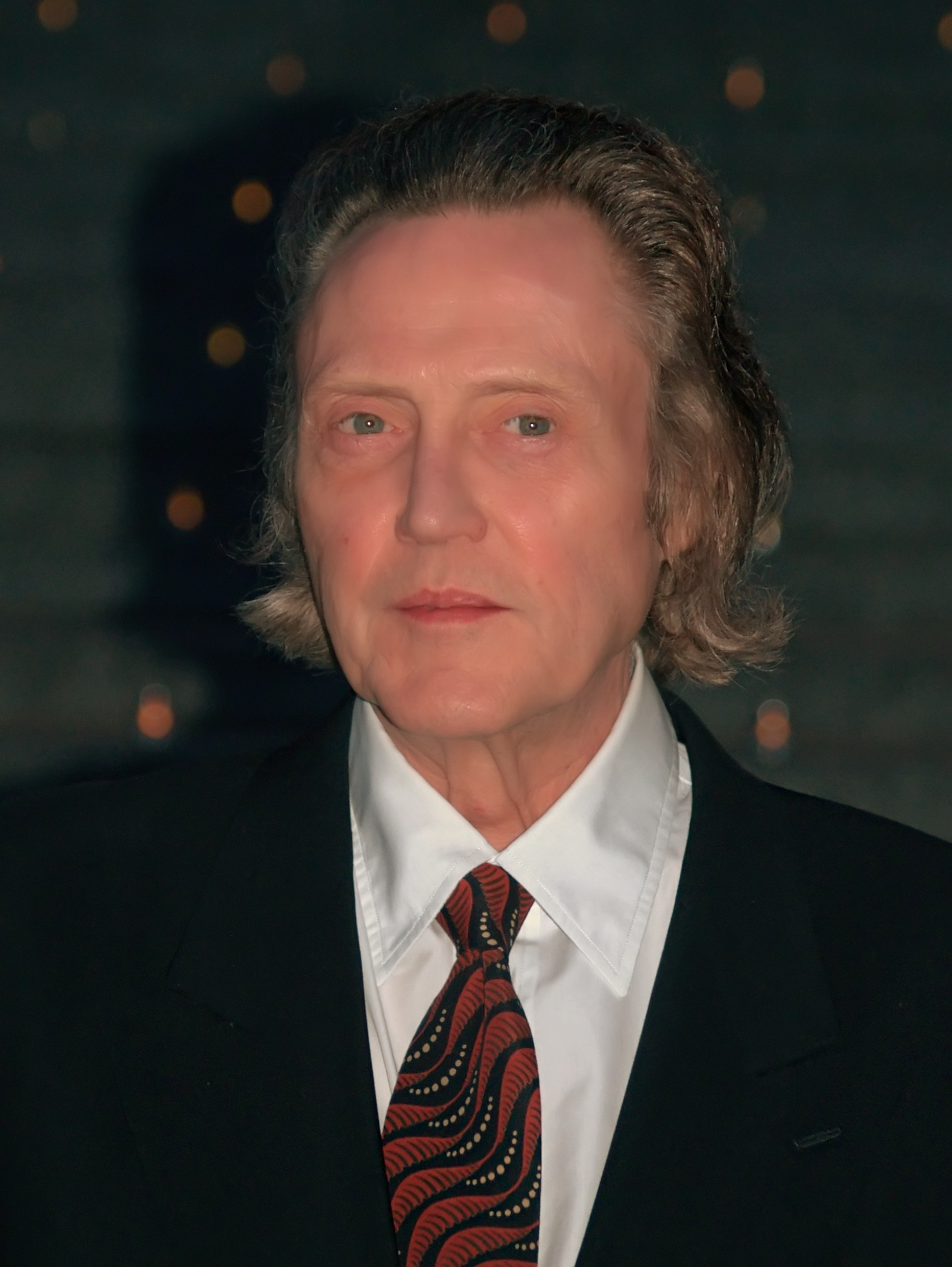
Christopher Walken dans le rôle de Roger Barlow

Source principale de la distribution :
- Christopher Walken (VQ : Hubert Gagnon) : Roger Barlow
- Morgan Freeman (VQ : Aubert Pallascio) : Charles Peterson
- William H. Macy : George McLendon
- Marcia Gay Harden : Rose Barlow
- Breckin Meyer : jeune artiste
- Wynn Everett (en) : Docent
- Christy Scott Cashman : assistante du directeur du musée
- Patricia B. Till : Directeur du musée
- Bhavesh Patel : Donnie
- Todd Weeks : conservateur
- Philip Dorn Hebert : Needlebaum
- Jim Chiros : Sculpteur
- Stephen E. Stapinski : Bob
- Bates Wilder : Président du jury
- Anthony Cascio : Tony Bargello